# Scooby-Doo és Krypto!
A Scooby-Doo és Krypto! (eredeti cím: Scooby-Doo and Krypto, Too!) 2023-ban bemutatott számítógépes animációs filmvígjáték, amit Cecilia Aranovich Hamilton rendezett T. K. O'Brian forgatókönyve alapján. A Scooby-Doo franchise 34. animációs filmje. 
Amerikai Egyesült Államokban 2023. szeptember 26-án mutatták be DVD-n. Magyarországon a TV-ben még nem mutatták be, azonban megvásárolható a Google Play áruházban és a YouTube-on magyar szinkronnal.

## Cselekmény
Az Igazság Ligája rejtélyes eltűnése óta Lois Lane és Jimmy az Igazság Csarnokában nyomoz, de egy fantom elkergeti őket, ami arra készteti őket, hogy a Rejtély Rt. segítségét kérjék. Útban Metropolisba a banda felfedezi, hogy a várost gonosztevők lepik el. A csapat elmenekült a Daily Planetbe, ahol találkoznak Loisszal és Jimmyvel (aki tiltakozása ellenére Diánát barátnőjének nyilvánítja) és elmagyarázzák nekik a történteket. Az Igazság Csarnokát bejárva találkoznak Lex Luthorral, Mercy Graves-szel és Luthor kutyájával, Rexszel is.
Hirtelen feltűnik a fantom és megfenyegeti a bandát, de egy titokzatos szupererővel rendelkező kutya megmenti őket, aztán bezárja a hogy a fantomot, hogy ne tudjon elmenekülni. Luthor és társai csapdájába esve bemutatja a kutyát a bandának, mint Kryptót Superman házi kedvencét, aki hamar összebarátkozik Scooby-Doo-val. Folytatva a nyomozást, Bozont, Scooby és Krypto rajtaütnek a konyhán, de véletlenül megidézik a Végzet Légiójának hologramjait, meghibásítva ezzel a vezérlőpultot. Bozont és Scooby elterelik a hologramok figyelmét ahhoz, hogy Krypto megállítsa őket, de ekkor megtudják, hogy Solomon Grundy beszivárgott az épületbe, ami hosszú üldözést indít a banda ellen.
Miután hirtelen eltűnik egy fényvillanásban, a banda megtudja, hogy még több fantom van az Igazság Csarnokában. Vilma rájön, ki a tettes a rejtély mögött: Mercy Graves, aki Luthor háta mögött saját főhadiszállásává akarta átalakítani az Igazság Csarnokát, miután a kivetítővel csapdába ejtette az Igazság Ligáját a Fantom Zónában. Mielőtt a banda megoldottnak nyilváníthatná a rejtélyt, Luthor hirtelen eltéríti Mercy tervét és elárulja, hogy tudott róla és arra használta, hogy elfedje a tervét, hogy egy robothadsereggel uralja Metropolist. Rexről is kiderül, hogy robot és megküzd Kryptóval a Fantom Zóna projektoráért, miközben a banda Luthorral és Mercy hadseregével van elfoglalva. Annak ellenére, hogy Rex előnyben van a kryptonit áramköreivel, Krypto végül győzedelmeskedik és a kivetítővel csapdába ejti a robothadsereget, majd kiszabadítja az Igazság Ligáját.
Ezt követően Luthort és Mercyt letartóztatják, míg Solomon Grundyról kiderül, hogy – bár agresszív módon – megpróbált barátkozni Scooby-val. Az ügy lezárultával Jimmy "szakít" Diánával, Scooby és Krypto pedig még egyszer utoljára együtt falatozik Flash-el.

## Szereplők
| Karakter             | Eredeti hang        | Magyar hang           |
| -------------------- | ------------------- | --------------------- |
| Scooby-Doo           | Frank Welker        | Melis Gábor           |
| Fred Jones           | Frank Welker        | Markovics Tamás       |
| Bozont Rogers        | Matthew Lillard     | Fekete Zoltán         |
| Vilma Dinkley        | Kate Micucci        | Madarász Éva          |
| Diána Blake          | Grey DeLisle        | Hámori Eszter         |
| Csodanő              | Grey DeLisle        | Vámos Mónika          |
| Giganta [Dzsájgentá] | Grey DeLisle        |                       |
| J. B.                | P. J. Byrne         |                       |
| Lex Luthor           | Charles Halford     | Csík Csaba Krisztián  |
| Mercy Graves         | Victoria Grace      |                       |
| Joker                | Nolan North         | Láng Balázs           |
| Superman             | Nolan North         |                       |
| Számítógép           | Nolan North         | Horváth Miklós Zoltán |
| Lois Lane            | Tara Strong         | Csifó Dorina          |
| Harley Quinn         | Tara Strong         | Simonyi Réka          |
| Helen                | Tara Strong         |                       |
| Solomon Grundy       | Fred Tatasciore     | Bordás János          |
| Perry White          | Fred Tatasciore     |                       |
| Rex Ruthor           | James Arnold Taylor |                       |
| Jimmy Olsen          | James Arnold Taylor | Szabó Máté            |
| Fleming polgármester | Niccole Thurman     |                       |

## A film készítése
2022-ben fejlesztés alatt állt a film, majd 2023. márciusában elkaszálta a Warner Bros. Discovery adócsökkentési erőfeszítésre hivatkozva. 2023. július 26-án megerősítették, hogy mégsem kapott kaszát a film és július 27-én kikerült az előzetes a bemutató dátumával együtt, ami szeptember 26-án volt.
Ez a negyedik alkalom, hogy a Scooby-Doo alkotói Joe Ruby és Ken Spears haláluk után különleges elismerést kaptak a Scooby-Doo! The Sword and the Scoob, Straight Outta Nowhere: Scooby-Doo! Meets Courage the Cowardly Dog és a Csokit vagy csalunk, Scooby-Doo! egész estés filmek után (előbbi két film azonban nem jelent meg Magyarországon).